# Renault Symbol
La Renault Symbol ou Thalia ou Renault Clio classic est une citadine tricorps produite par Renault.
La première génération est lancée en 1999, sous le nom de Clio Symbol. C'est une version tricorps de la deuxième génération de Renault Clio, commercialisée uniquement dans les pays préférant les versions tricorps. Elle n'est pas disponible en Europe occidentale. Toutefois, elle est commercialisée dans les départements d'outre-mer jusqu'à sa deuxième génération.
La deuxième génération a une conception différente de la troisième génération Clio et repose sur la plate-forme de la voiture de première génération. La Renault Symbol II a été élue meilleure voiture de l'année Autobest 2009 par un jury issu de 15 pays.
La troisième génération a été introduite à la fin 2012, comme une version démarquée de la deuxième génération Dacia Logan.
Ses principaux marchés sont ceux la Turquie, l'Europe centrale et orientale, des Balkans, de l'Amérique latine, du Maghreb et du Moyen-Orient.
La troisième génération se vendit également très bien en Algérie.[réf. nécessaire]

## Renault Symbol I

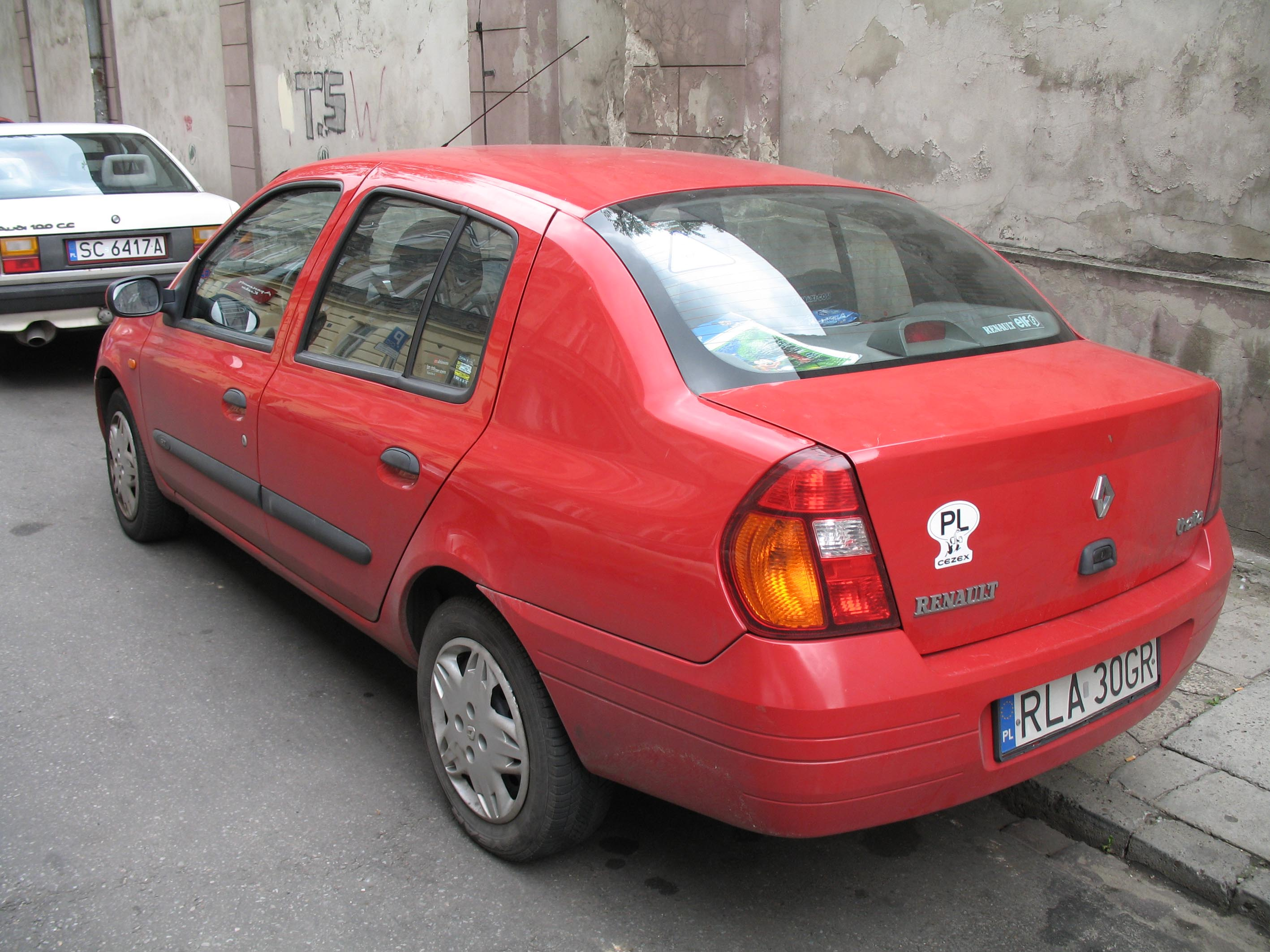
Renault Thalia I phase 1

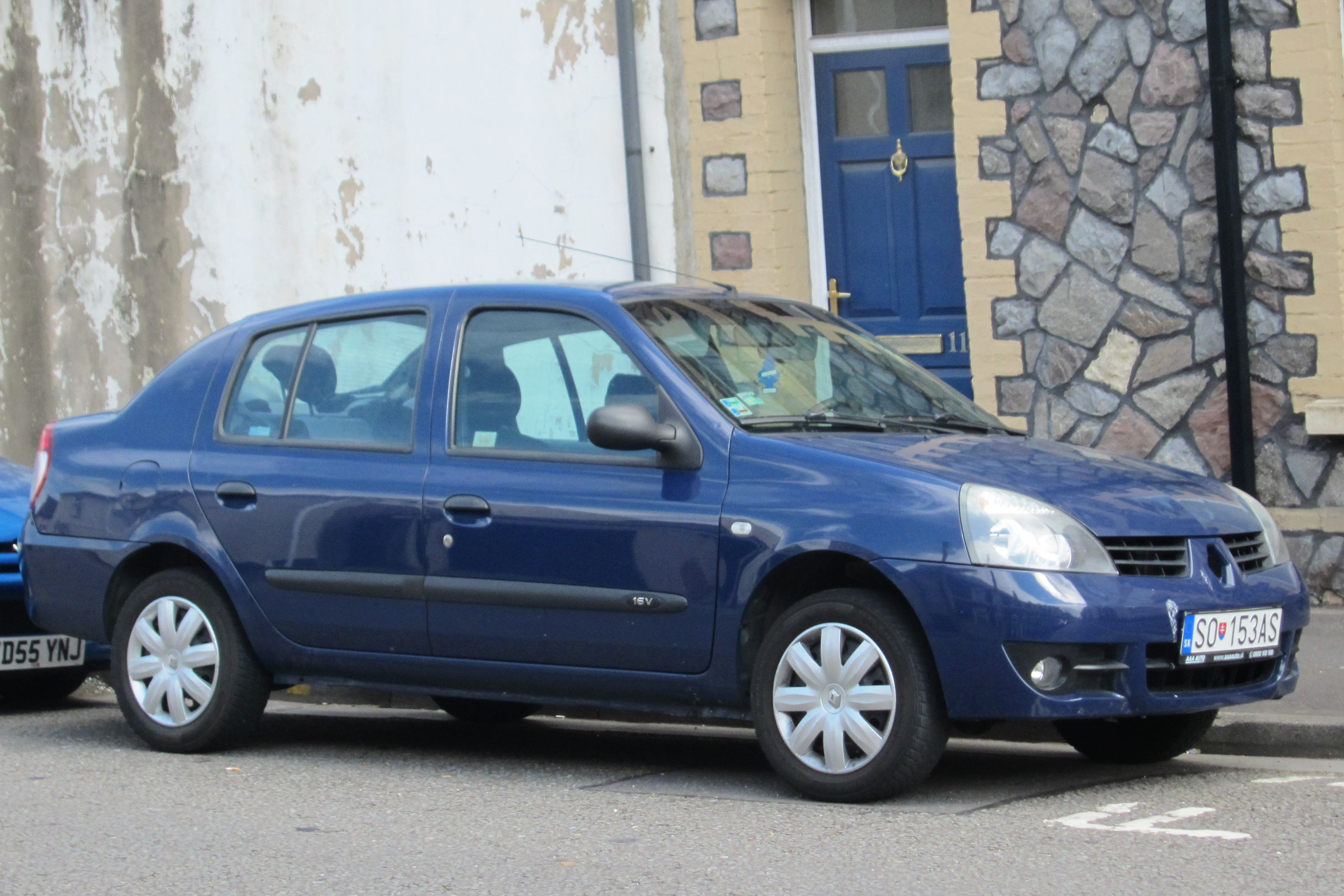
Renault Clio Symbol phase 2

La Renault Symbol, aussi nommée Clio Classic, Clio Symbol, Clio Sedan, Clio 4 Puertas, Thalia, Citius,, Nissan Platina selon les marchés, est une variante tricorps et 4 portes de la Renault Clio II vendue entre 1999 et 2008.
Elle est fabriquée par Oyak-Renault en Turquie, où elle est lancée en novembre 1999. Dans ce pays, elle succède à la Renault 9 (bien qu'elle ne soit pas du même segment car la Clio II est une citadine tandis que la Renault 9 était une compacte).
Début 2000, la fabrication du modèle est également lancée au Brésil.
C'est une voiture destinée à l'exportation, notamment en Amérique du Sud, en Afrique du Nord, en Asie, en Europe de l'Est, au Mexique sous la marque Nissan. Elle n'est pas commercialisée en Europe occidentale, même si on peut parfois croiser dans les rues celles qui ont été importées. Toutefois, elle est commercialisée dans les départements d'outre-mer.

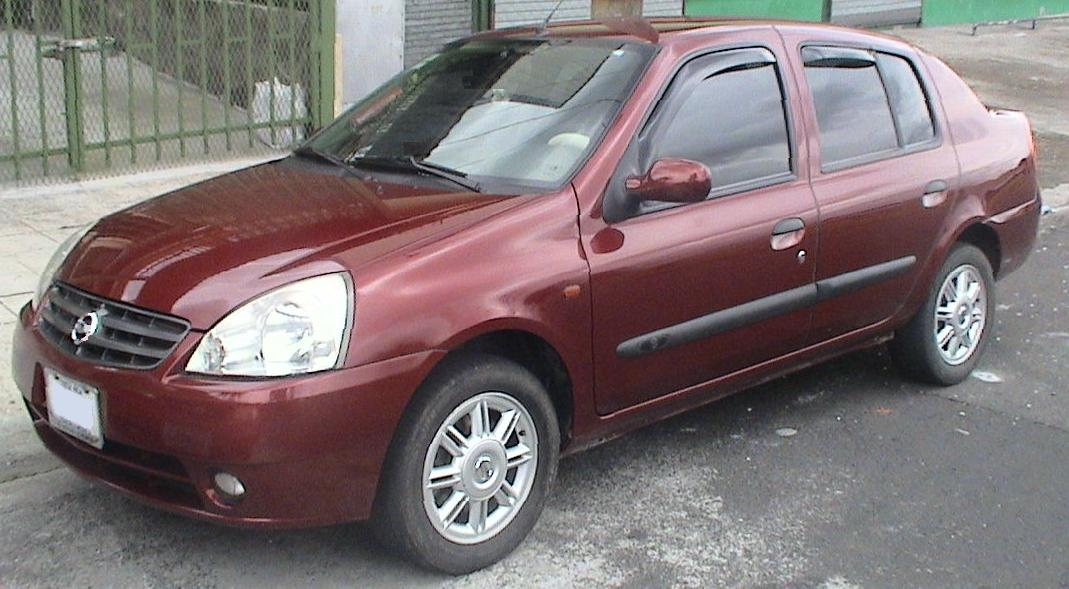
Nissan Platina

La Nissan Platina a été vendue uniquement au Mexique d'avril 2002 à 2010 et produite dans l'usine Nissan d'Aguascalientes, au Mexique.

## Chiffres de production Clio II/ Symbol I/ Mégane II Brésil
| Année     | 1999  | 2000  | 2001  | 2002  | 2003  | 2004  | 2005  | 2006  | 2007  | 2008   | total |
| --------- | ----- | ----- | ----- | ----- | ----- | ----- | ----- | ----- | ----- | ------ | ----- |
| Clio II   |       |       |       |       |       |       |       |       |       |        |       |
| Symbol I  |       |       |       |       |       |       |       |       |       |        |       |
| Megane II |       |       |       |       |       |       |       |       |       |        |       |
| total     | 24809 | 58083 | 71108 | 46721 | 57389 | 63242 | 56731 | 60314 | 90833 | 114441 |       |

### Motorisation
La Thalia ou Clio Classic dans certains marchés était disponible avec les motorisations suivantes.
- Essence :
  - 1.2 60 ch à 5 250 tr/min et 93 N m à 2 500 tr/min (destinée en majorité à l'Europe de l'Est : à partir de 2002).
  - 1.2 16v 75 ch à 5 500 tr/min et 105 N m à 4 250 tr/min (destinée en majorité  au Maghreb (Tunisie) et l'Europe de l'Est : à partir de 2002).
  - 1.4 75 ch à 5 500 tr/min et 110 N m à 4 250 tr/min (Maghreb, DOM-TOM, Amérique du Sud et Europe de l'Est : 1999-2004).
  - 1.4 16v 98 ch à 6 000 tr/min et 127 N m à 3 750 tr/min ( DOM-TOM, Amérique du Sud et Europe de l'Est : à partir de 2003).
- Diesel
  - 1.5 dCi 80 ch à 4 000 tr/min et 185 N m à 2 000 tr/min (Maghreb, DOM-TOM, Amérique du Sud et Europe de l'Est : à partir de 2004).
  - 1.9 D 65 ch à 4 500 tr/min et 120 N m à 2 250 tr/min (Argentine) : Commercialisée entre 2000 et 2003.
  - 1.9 DTI 80 ch  à 4 500 tr/min et 160 N m à 2 000 tr/min ( Europe de l'Est) : Commercialisée entre 2000 et 2002

Un restylage a eu lieu en 2007, inspiré de la Clio Campus. La Renault Symbol II lui a succédé à la fin de 2008.

## Renault Symbol II

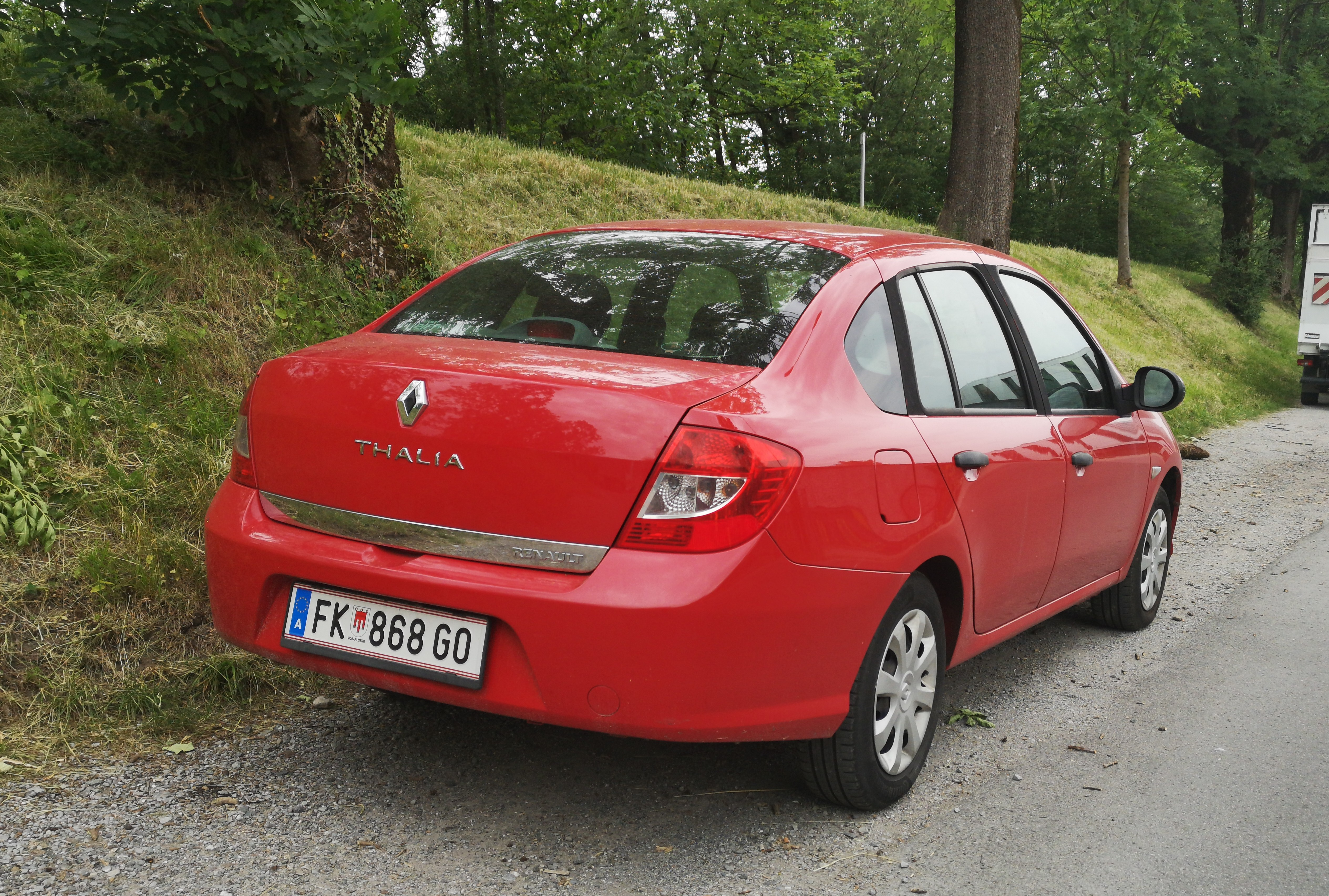
Renault Thalia II

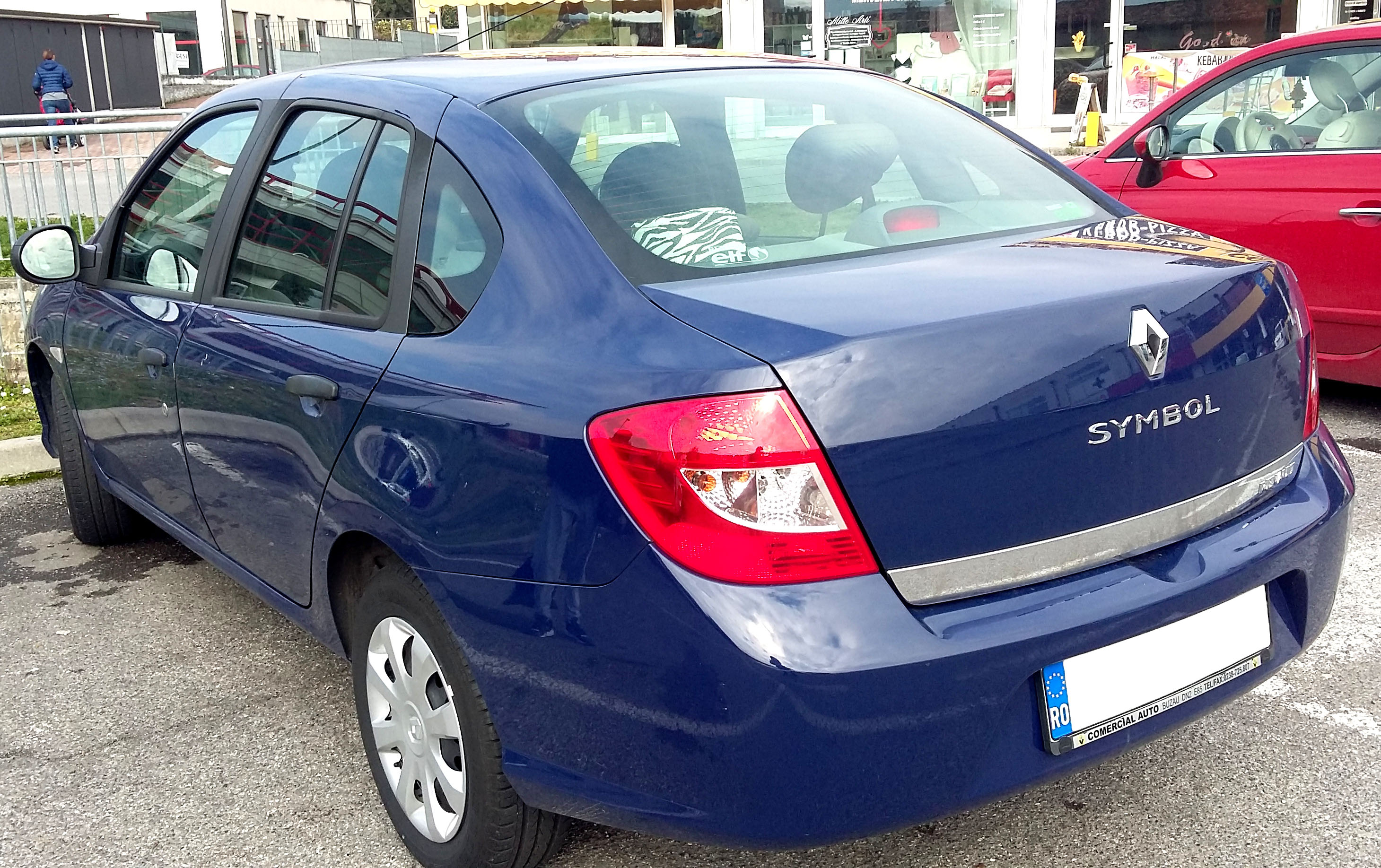
Renault Symbol II

La Renault Symbol II ou Renault Thalia II est la remplaçante de la Renault Symbol I.
Elle a été présentée au Salon de l'automobile de Moscou, le 26 août 2008. Elle est produite à l'usine de Bursa en Turquie à partir du même mois. Elle est lancée en octobre 2008. La Symbol est également fabriquée à l'usine de Córdoba en Argentine pour l'Amérique latine.
C'est une berline tricorps de 4,30 mètres de long qui est vendue en Russie, en Europe de l'Est, au Maghreb, en Turquie et au golfe Persique. Elle possède une planche de bord proche de celle de sa devancière. La Renault Symbol II est basée sur la plate forme de la Renault Clio II et reprend le style et les moteurs de la Dacia Logan restylée et de la Dacia Sandero. La Renault Symbol II n'est pas prévue pour l'Europe de l'Ouest. Toutefois, elle est commercialisée dans les départements d'outre-mer.
Elle a été élue meilleure voiture de l'année Autobest 2009, par les membres du jury Autobest, issus de 15 pays (Bulgarie, Croatie, République Tchèque, Chypre, Macédoine, Hongrie, Pologne, Roumanie, Russie, Serbie, Slovaquie, Slovénie, Turquie, Ukraine et Malte). 10 membres du jury sur 15 ont désigné la Renault Symbol II gagnante, après notation de 13 critères dont la consommation, la polyvalence, l’habitabilité ou encore le design. Elle devança sa cousine la Dacia Sandero I, classée troisième.
Sa production prend fin en 2013.

## Renault Symbol III
La troisième génération de Renault Symbol est considéré comme la voiture la plus populaire et la plus aimée en Algérie, Elle est révélée au salon de l'automobile d'Istanbul en 2012. Il s'agit d'une version badgée Renault de la deuxième génération Dacia Logan. Elle est assemblée à Oran pour le marché algérien et à Bursa, en Turquie pour les autres marchés dont notamment ceux de Turquie et de Tunisie.

## Ventes
La Symbol rencontre un grand succès, notamment dans plusieurs pays du bassin méditerranéen et d'Europe de l'Est. L'usine de Bursa a produit plus de 600 000 exemplaires de la première génération. Un tiers de la production de Symbol I de cette usine est destinée à la seule Turquie, où le modèle est le plus vendu du pays en 2007 et en 2008,. Les autres marchés vers lesquels elle exporte le plus sont la Russie, la Roumanie, l'Algérie et le Maroc.
La seconde génération est également la voiture la plus vendue de Turquie en 2010 et en 2011. La Symbol est régulièrement la voiture la plus vendue d'Algérie.